# Надеждівка (зупинний пункт)
Наде́ждівка — пасажирська зупинна залізнична платформа Лиманської дирекції Донецької залізниці.
Розташована на сході м. Барвінкове, Ізюмський район, Харківської області на лінії Слов'янськ — Лозова між станціями Гусарівка (5 км) та Барвінкове (5 км).
Станом на початок 2016 р. через платформу слідують приміські електропоїзди, проте не зупиняються.